# Prés boisés et pelouses du lac Khanka et de la Suifen
Localisation
Les prés boisés et pelouses du lac Khanka et de la Suifen  sont une écorégion terrestre définie par le fonds mondial pour la nature (WWF). Elle fait partie du biome des prairies et savanes inondables de l'écozone paléarctique. Elle s'étend depuis la baie de l'Amour près de Vladivostok jusqu'à Jixi et couvre la dépression occupée par le lac Khanka et le cours supérieur de l'Oussouri à la frontière entre la Russie et la Chine au cœur d'une région couverte par des forêts mixtes de conifères et d'arbres à feuilles caduques, les forêts de Mandchourie et celles de l'Oussouri. La région est soumise à un climat continental humide (Dwb selon Köppen) avec des hivers très secs et froids et un maximum de précipitation en été (en moyenne -16,4 °C en janvier à Jixi et 21,9 °C en juillet).
La raison de l'absence de forêts dans cette région qui s'y prête climatiquement n'a pas encore été élucidée mais elle pourrait être liée aux nombreux feux qui touchent cette région depuis le développement de civilisations importantes il y a près de 1000 comme celles de Balhae et des Jurchens. Il en résulte une prairie comprenant des chênes de Mongolie et qui résiste aux feux.
Dans cette écorégion, les mammifères les plus rares sont le tigre de Sibérie, le léopard de l'Amour, le chat-léopard, le dhole, le goral à longue queue, la belette de montagne, le hamster-taupe, la taupe du Japon, la musaraigne de l'Oussouri, la musaraigne aquatique et des chauves-souris :  le murin de Capaccini, le vespertilion d'Ikonnikov, le vespertilion fraternel, la vespère de Savi, la pipistrelle japonaise et le minioptère de Schreibers.
La faune avicole a fait l'objet d'études approfondies à cause de l'importance du lac Khanka pour leur reproduction et leur migrations.

Faune des prés boisés et pelouses du lac Khanka et de la Suifen
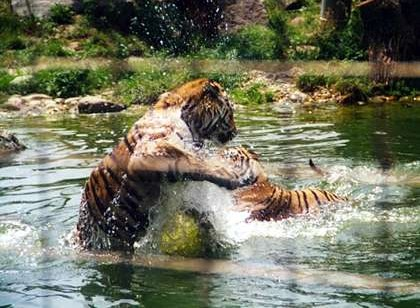
Tigres de Sibérie dans l'eau, lieu inconnu, juillet 2005 ?
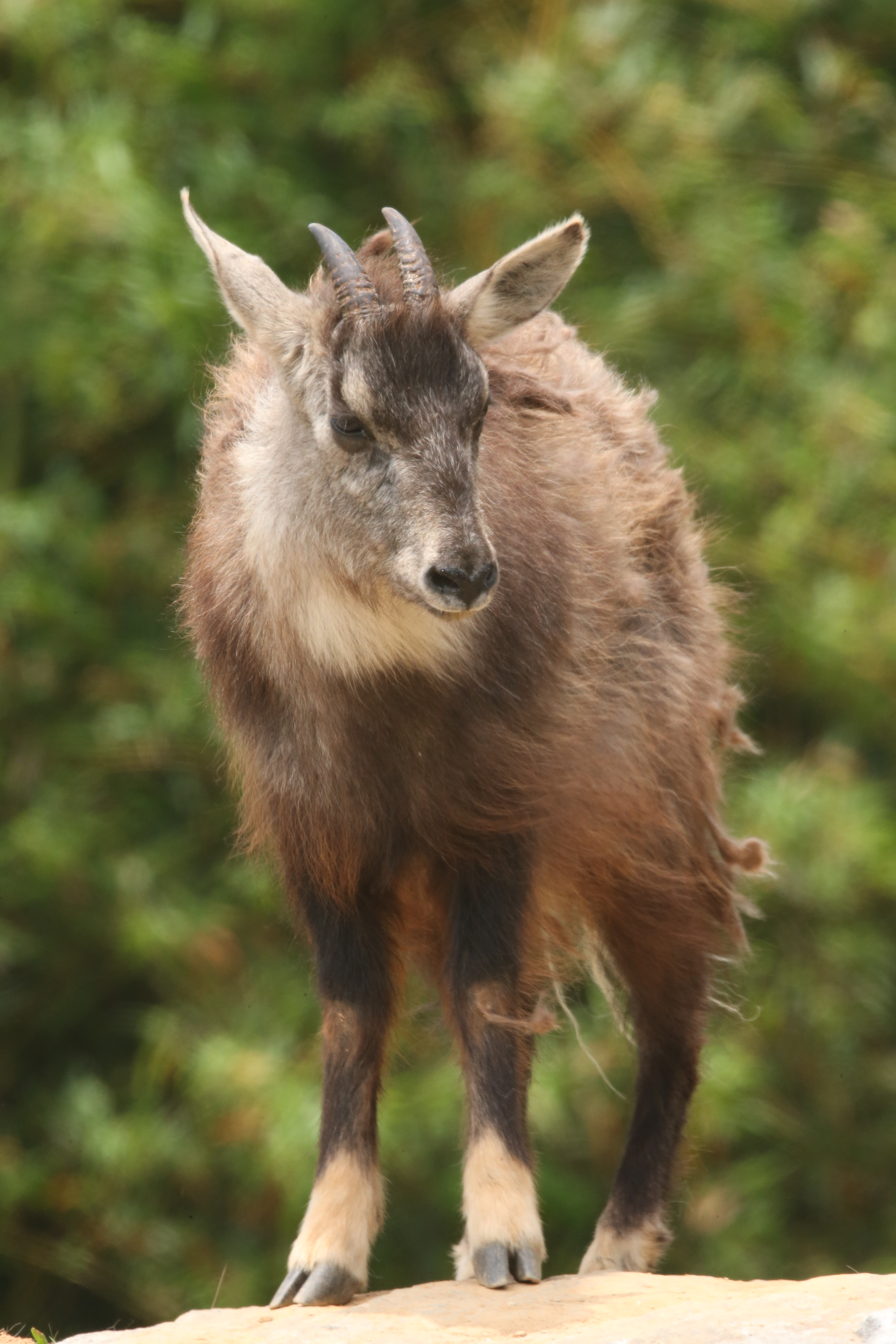
Goral à longue queue mâle adulte en captivité, Corée du Sud, juin 2018.
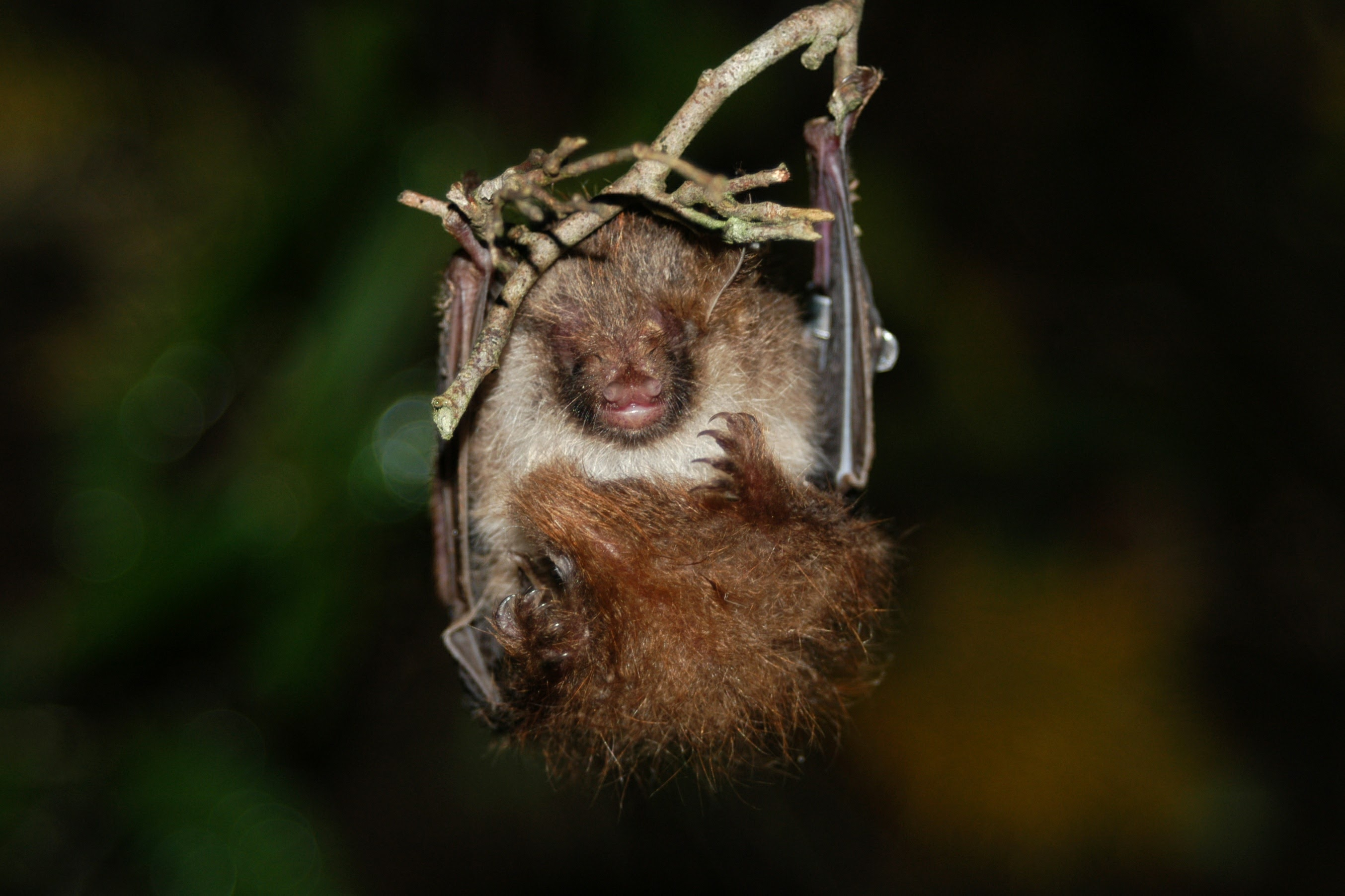
Murine de l'Oussouri, lieu inconnu, octobre 2017.